# Куракино (Пензенская область)
Кура́кино — село, административный центр Куракинского сельсовета Сердобского района Пензенской области. На 1 января 2012 года — 1244 жителя.

## География
Село расположено на северо-западе Сердобского района, на правом берегу реки Сердобы (притоке Хопра). Расстояние до районного центра город Сердобск — 16 км.

## История
По исследованиям историка — краеведа Полубоярова М. С., село основано до 1710 года на землях князя Бориса Ивановича Куракина. В 1718 году — село Борисоглебское Завального стана Пензенского уезда. В 1735 году князем Александром Борисовичем Куракиным построена церковь.
В 1752 году устроен винокуренный завод (в 2004 году — Надеждинский спиртзавод — филиал ОАО «Пензаспиртпром»). В 1792–1795 годах «бриллиантовым князем», близким другом будущего императора Павла I Александром Борисовичем Куракиным, сосланным Екатериной II, построена усадьба с пейзажным парком.
С 1780 года — село Борисоглебское, Куракино Сердобского уезда Саратовской губернии, в 1795 году — село Надежино, Куракино (названо по ассоциации состояния души князя — надеждой вернуться в Петербург при новом императоре Павле I). В 1792 построен храм во имя святого Александра Невского.
18 января 1817 года открыта первая в губернии сельская школа для крестьянских детей. В это же время построен кладбищенский храм во имя Николая Чудотворца (перестроен в 1868 году). В 1877 году село — волостной центр Сердобского уезда, 2 церкви, базар, лавка, 2 водяные мельницы, винокуренный завод, 2 школы — земская школа и частная, от князя Куракина, бесплатная.
В начале XX века в селе — 2 церкви — домовая и приходская во имя Александра Невского, 3 церковно-приходских школы, земское двухклассное училище, почта, базар, волостное правление, мукомольная мельница, винокуренный завод, литературно-музыкальное и драматическое общество.
После Великой Октябрьской революции до 1925 года на территории имения действовала трудовая артель, затем, перед войной располагался Дом просвещения Пензенского облисполкома. С 1928 года село в составе Сердобского района. В 1933–1958 годах существовал землеустроительный техникум.
В 1939 году в селе имелись центральные усадьбы колхозов «Ленинский путь» и «День урожая», машинно-тракторная станция, почта, больница, средняя школа, спиртзавод, клуб рабочих спиртзавода. В 1955 году — центральная усадьба колхоза имени Ленина. В 1970-х годах в состав села включены посёлок Надеждинский (Спиртозавод) (239 жителей) и Куракинский дом инвалидов (447 жителей).

## Численность населения
| 1710  | 1747  | 1795  | 1859  | 1877  | 1886  | 1897  |
| ----- | ----- | ----- | ----- | ----- | ----- | ----- |
| 52    | ↗670  | ↗816  | ↗894  | ↗953  | ↗1024 | ↗1293 |
| 1911  | 1926  | 1928  | 1939  | 1959  | 1970  | 1979  |
| ↗1338 | ↗1858 | ↗1867 | ↗2404 | ↘1807 | ↘1463 | ↗1852 |
| 1989  | 1998  | 2002  | 2010  |       |       |       |
| ↘1564 | ↗1647 | ↘1387 | ↘1044 |       |       |       |

## Инфраструктура
В селе располагаются сельскохозяйственное АО «Куракинское», 7 фермерских хозяйств, почта, участковая больница на 10 коек, аптека, межрайонный дом инвалидов, средняя общеобразовательная школа, детский сад, дом культуры, библиотека, школа искусств, общественный краеведческий музей, филиал Сбербанка России.
Село газифицировано. До районного центра г. Сердобск проложена асфальтированная дорога.

## Улицы
- Гусева;
- Заводская;
- Комаровка;
- Ленинская;
- Лесная;
- Молодёжная;
- Новая;
- Октябрьская;
- Первомайская;
- Рабочая;
- Речная.

## Достопримечательности
- Заповедный памятник природы — Куракинский лесопарк.
- Памятник археологии — городище «Еврейка» (конец 1-го тысячелетия до н.э.).
- 3 поселения эпохи бронзы (срубная культура).
- Памятники архитектуры:
  - ансамбль усадьбы «Надеждино» (конец XVIII-начало XIX вв.) с дворцом князей Куракиных (1792–1795 годы) и английским парком (конец XVIII века) с масонской символикой;
  - церковь Александра Невского (1792 год) на центральной площади села;
  - Никольская церковь (1812 год) — на сельском кладбище.
- Памятник воинам-землякам, погибшим в годы Великой Отечественной войны.
- Братская могила советских воинов, умерших в местном госпитале в 1941–1945 годах.

## Известные земляки и персоны
- Гусев, Иван Алексеевич (1918—1945) — Герой Советского Союза (1945); родился в Куракино.
- Гусев, Сергей Иванович (1874—1933) — русский революционер, советский партийный деятель, детские годы которого прошли в селе Куракино.
- Заикин, Николай Григорьевич (1881—1969), энтомолог, внёс большой вклад в создание Пензенского краеведческого музея и ботанического сада; умер в Куракино.
- Родионов Игорь Николаевич (1936—2014) — министр обороны РФ; родился в Куракино.
- Филимонов, Яков Яковлевич (1771—1795) — живописец; умер в Куракино.

Здесь не раз бывал писатель В. А. Слепцов; работали художники Я. Я. Филимонов и В. П. Причетников.